# Cynthia Denzler
Cynthia Denzler (Santa Ana, 12 mei 1983) is een Colombiaans alpineskiester. Ze nam eenmaal deel aan de Olympische Winterspelen, maar behaalde geen medaille.

## Carrière
Denzler nam nog nooit deel aan een wereldbekermanche.
Op de Olympische Winterspelen 2010 in Vancouver nam ze deel aan de slalom en de reuzenslalom. Op de slalom eindigde ze 51e. Ze droeg de Colombiaanse vlag tijdens de openings- en sluitingsceremonie.

## Resultaten

### Wereldkampioenschappen
| Jaar | Plaats      | Resultaten                    |
| ---- | ----------- | ----------------------------- |
| 2009 | Val-d'Isère | DNF1 Slalom DNF1 Reuzenslalom |

### Olympische Spelen
| Jaar | Plaats    | Resultaten                   |
| ---- | --------- | ---------------------------- |
| 2010 | Vancouver | 51e Slalom DNF1 Reuzenslalom |